# Löbliche Singergesellschaft
Die Löbliche Singergesellschaft von 1501, kurz die Löbliche ist eine an humanitären, sozialen, karitativen, stadtgeschichtlichen und heimatpflegerischen Zielen orientierte Vereinigung in Pforzheim. Die Löbliche bezeichnet sich selbst als eine der ältesten Bürgerinitiativen Deutschlands.

## Geschichte
Nach der Gründungsgeschichte der Vereinigung bildete sich die Löbliche Singergesellschaft als Bruderschaft frommer Pforzheimer, die es sich zur Aufgabe machten, die im Höhepunkt einer Pestwelle zahlreich vorhandenen Toten christlich zu begraben. Der Name „Singergesellschaft“ wird mit dem das Begräbnis begleitenden Singen von Totenliedern und Psalmen erklärt. Trotz zwangsweiser Auflösung der mittelalterlich-katholisch geprägten Bruderschaft im Zuge der Reformation hat sich die Vereinigung bis in die heutige Zeit gehalten.
Die Gesellschaft grenzt sich selbst ausdrücklich von Gesangsvereinen, Geheimlogen und Sekten ab. Als Ziele nennt die Löbliche Singergesellschaft seit dem Wiederaufbau Pforzheims nach dem Zweiten Weltkrieg vorrangig die freie Wohlfahrts- und Heimatpflege und ist konfessionell sowie politisch unabhängig.
Fast alle Oberbürgermeister Pforzheims der letzten Dekaden sind oder waren Mitglieder der „Löblichen“.
Bei ihrer Jahreshauptversammlung 2025 beschoss die Löbliche eine Satzungsänderung, die eine Mitgliedschaft unabhängig des Geschlechts ermöglicht. Zuvor waren nur Männer als Mitglieder zugelassen.

## Veröffentlichungen
- Löbliche Singergesellschaft von 1501: Ängste und Auswege. Bilder aus Umbruchszeiten in Pforzheim (= Ängste und Auswege. Bilder aus Umbruchszeiten in Pforzheim. Beiträge zur Stadtgeschichte. Band I). 2001, ISBN 3-89735-174-9.
- Löbliche Singergesellschaft von 1501: Pforzheim zur Zeit Reuchlins. Ängste und Auswege. Bilder aus Umbruchszeiten in Pforzheim (= Ängste und Auswege. Bilder aus Umbruchszeiten in Pforzheim. Beiträge zur Stadtgeschichte. Band II). 2005, ISBN 3-89735-294-X.